# Perimangelia interfossa
Perimangelia interfossa é uma espécie de gastrópode do gênero Perimangelia, pertencente a família Mangeliidae.